# 谷胱甘肽过氧化物酶
谷胱甘肽过氧化物酶（简称为GSH-Px或GPx，EC 1.11.1.9）是对具有过氧化物酶活性（主要生物作用是使生物体免受氧化伤害）的酶家族的通用名。这些酶都是金属酶，人类谷胱甘肽过氧化氢酶1（GPX1）化学式为：C980H1540O285N274S9Se每个亚基含有1个硒原子，为同源四聚体，辅酶为NADPH。谷胱甘肽过氧化物酶在生物体中起到脱毒作用，主要生物功能是将脂类过氧化物还原为相应的醇，并将游离的过氧化氢还原为水，同时催化谷胱甘肽转变为氧化型。